# Asocianismus
Asocianismus je v psychologii považován za jednu z nejstarších teorii učení, jelikož se opírá o filosofický směr ze 18.-19. století, který hlásá "nic není ve vědomí, co dříve nebylo ve smyslech". Podstatou fungování všech duševních jevů je asociace, z jednoduchých útvarů se spojuje více počitků = vjem. Hlavními představiteli byli J. F. Herbart a H. Ebbinghaus.
Je první novověkou teorií snažící se o stanovení zákonitostí duševního života a učení. Je utvořen pod vlivem filosofického empirismu a senzualismu. Podle tohoto směru mají duševní jevy svůj původ v pocitech - ty zanechávají stopy v podobě představ, které přetvářejí vyšší psychické jevy tím, že mezi nimi dochází ke vzniku spojů neboli asociací. Člověk se učí tak, že se představy sdružují podle asociačních zákonů dotyku v čase a prostoru. Takže učení je chápáno jako upevňování a paměťové uchovávání asociovaných pocitů a představ. Organizace asociací je závislá na navozování vhodných situací, za nichž dochází k paměťovému uchovávání počitků a dojmů. Hlavní důraz je kladen na paměť.
Nejdůležitějšími asociačními zákony jsou podobnost, kontrast, dotyk v čase a prostoru a princip kauzality:
1. Zákon podobnosti – projevuje se například tím, že se nám při pohledu na obraz nějakého známého malíře vybaví představy jeho dalších děl.
2. Zákon kontrastu – podle něho je představa bílé barvy asociována s černou barvou, podobně jako jsou spojeny představy dne a noci, světla a stínu.
3. Zákon dotyku (kontiguity) v prostoru – podle něho existují spoje mezi představami, které vznikly na stejném místě. Například potkáme-li člověka, s nímž jsme byli minulý rok u moře, začnou se nám vybavovat zážitky z loňské dovolené.
4. Zákon dotyku v čase – podle něho jsou vzájemně propojeny představy, které vznikly buď současně (dotyk simultánní), nebo v časové následnosti (dotyk sukcesivní).
5. Zákon příčinnosti (kauzality) – říká, že si při pohledu na určitý jev snadno vybavíme jeho příčinu. Například vidíme-li hromadu nařezaného dříví, představíme si pilu nebo osoby, které ho pořezaly.